# Grobovšek
Grobovšek je priimek v Sloveniji, ki ga je po podatkih Statističnega urada Republike Slovenije na dan 1. januarja 2010 uporabljala 101  oseba in je med vsemi priimki po pogostosti uporabe uvrščen na 4.347. mesto.

## Znani nosilci priimka
- Bojan Grobovšek (*1949), novinar, diplomat, publicist
- Dušan Grobovšek, grafični oblikovalec
- Gal Grobovšek, jazz-glasbenik
- Jan Grobovšek, ekonomist, docent na univerzi v Edinburgu na Škotskem
- Jovo Grobovšek (*1946), arhitekt, konservator, urednik, fotograf, oblikovalec
- Sanja Grobovšek, kulturna (literarna) organizatorka